# Cabatxa
Cabatxa es un cultivar de higuera de tipo higo común Ficus carica, unífera (con una sola cosecha por temporada, los higos de otoño),  de higos de epidermis con color de fondo negro intenso con sobre color morado oscuro. Es oriunda de Camp de Tarragona en la Provincia de Tarragona.

## Sinonimia
- „Pit de Reina“ en Tarragona Cataluña,[4][5][6]
- „Gabacha“ en la zona Ribera del Ebro,[7]
- „Gavatxona“ en Camp de Tarragona,
- „Petita“ en Cataluña,
- „Llagaruda“
- „De Color Morat Fosc“

## Historia
Esta variedad se cultivaba en Camp de Tarragona de donde es originaria, actualmente está prácticamente olvidada, se encuentra en recopilatorios para su estudio y mejora de sus cualidades.
La variedad 'Cabatxa' se describe en el DCVB con su sinónimo 'Pit de Reina'.

## Características
La higuera 'Cabatxa' es una variedad unifera de tipo higo común. Árbol vigoroso, follaje denso, hojas de verde intenso mayoritariamente trilobuladas en cuyos lóbulos hay dientes presentes y sus márgenes son ondulados. 'Cabatxa' es de un rendimiento medio alto de producción de higos de otoño, y periodo de cosecha prolongado.
Los higos 'Cabatxa' son higos cónicos alargados piriformes, que no presentan frutos aparejados, de longitud media, frutos de tamaño pequeño-medio con unos 20 gramos en promedio, de cuello de tamaño medio (con semejanza a la variedad 'Coll de Dama Blanca' pero siempre negra), de epidermis con color de fondo negro intenso con sobre color morado oscuro, con lenticelas de tamaño grande, con poca facilidad de pelado. Con un ºBrix (grado de azúcar) de 22 dulce con jugosidad media, son de consistencia fuerte y piel firme, lo que le da resistencia a los rasguños en la epidermis y resistencia en el transporte, con color de la pulpa rosado intenso. De una calidad media en su valoración organoléptica, son de un inicio de maduración desde mediados de agosto hasta mediados de octubre y de rendimiento medio alto.